# Ignazio Cassis
Ignazio Daniele Giovanni Cassis (Sessa, 13 de abril de 1961) es un político suizo, miembro del Partido Liberal Radical Suizo. Fue elegido miembro del Consejo Federal el 20 de septiembre de 2017 tras la dimisión de Didier Burkhalter. Desde que asumió el cargo dirige el Departamento Federal de Asuntos Exteriores. En 2022 ocupó la Presidencia de la Confederación Suiza.

## Biografía
Hijo de padres italianos, nació en Sessa, en el cantón de habla italiana del Tesino. Poseyó también la ciudadanía italiana, a la cual renunció en 2017.
Estudió Medicina en la Universidad de Zúrich hasta 1987, en la que se especializó en salud pública, medicina interna, prevención y cuidados de salud. Se graduó en 1996 y en 1998 obtuvo el Doctorado en Medicina por la Universidad de Lausana. De 1996 a 2008 ejerció como médico en su cantón natal. A partir de 2008 fue vicepresidente de la Foederatio Medicorum Helveticorum (FMH, literalmente "Federación Médica Suiza") entre 2008 y 2012. 
Durante la legislatura 2007-2011 fue miembro del Consejo Nacional como representante del cantón del Tesino. Allí fue miembro de la Comisión de seguridad social y de la salud y fue promotor en particular de dos mociones, ambas aprobadas por las cámaras federales. La primera es una modificación de la Ley del IVA, con la eliminación de la competencia desleal que anteriormente eximía parcialmente a las embarcaciones extranjeras del pago de este impuesto. El segundo se refiere a los contratos públicos de la Confederación, que en el futuro también deberán redactarse en italiano.. En 2010, Ignazio Cassis anunció su candidatura a la sucesión de Hans-Rudolf Merz en el Consejo federal, aunque esta no fue aceptada por su grupo parlamentario. 
A partir de 2015 fue presidente del grupo parlamentario del Partido Liberal Radical en la Asamblea federal hasta su elección al Consejo federal.

## Consejo Federal
El 20 de septiembre de 2017, al ser necesario reemplazar a Didier Burkhalter, tras su renuncia Ignazio Cassis fue elegido tras la segunda vuelta de elección con una votación de 125 votos (de 246), convirtiéndose en el 117º Consejero Federal desde 1848. Fue apoyado por los partidos de centro derecha y derecha en la Asamblea. Cassis se convirtió en el primer consejero federal, desde 1999, en pertenecer al 8 % de la población suiza italohablante. La prensa suiza en general comentó positivamente la elección de Cassis. El diario La Tribuna de Ginebra lo calificó como “eficiente como un suizo de habla alemana, elocuente como un suizo de habla francesa y afectuoso como un suizo de habla italiana”, agregando que es "alguien que encarna el compromiso, es multilingüe y trabaja para las minorías". Según la tradición, como ninguno de los antiguos Consejeros federales cambió de Departamento, Ignazio Cassis se encarga del Departamento Federal de Asuntos Exteriores.